# Worked All Zones

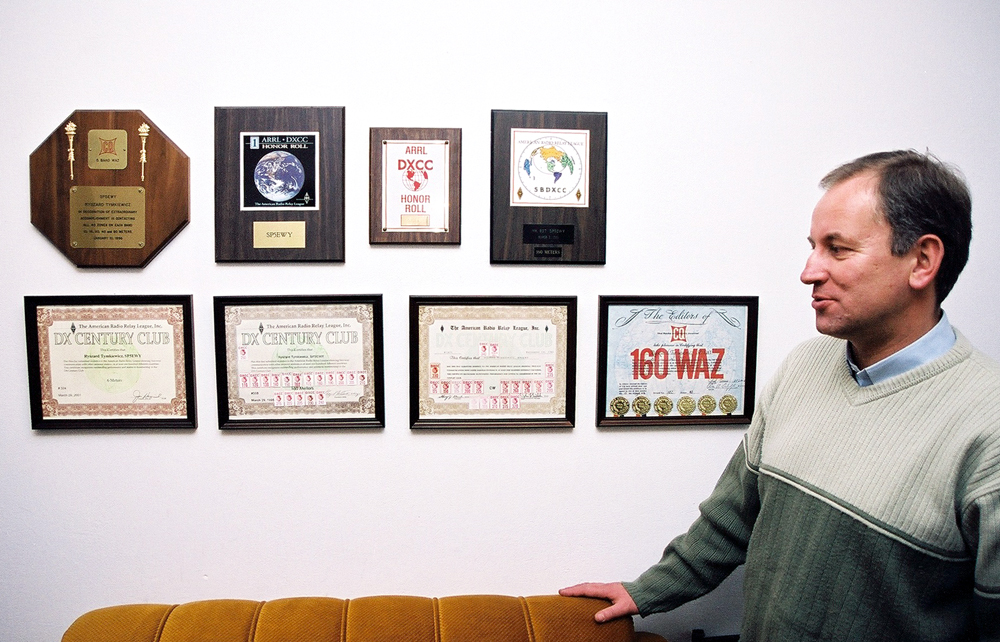
Das 160 WAZ für das „Arbeiten“ aller Zonen im 160-Meter-Band ist an der Wand hier unten rechts zu sehen.

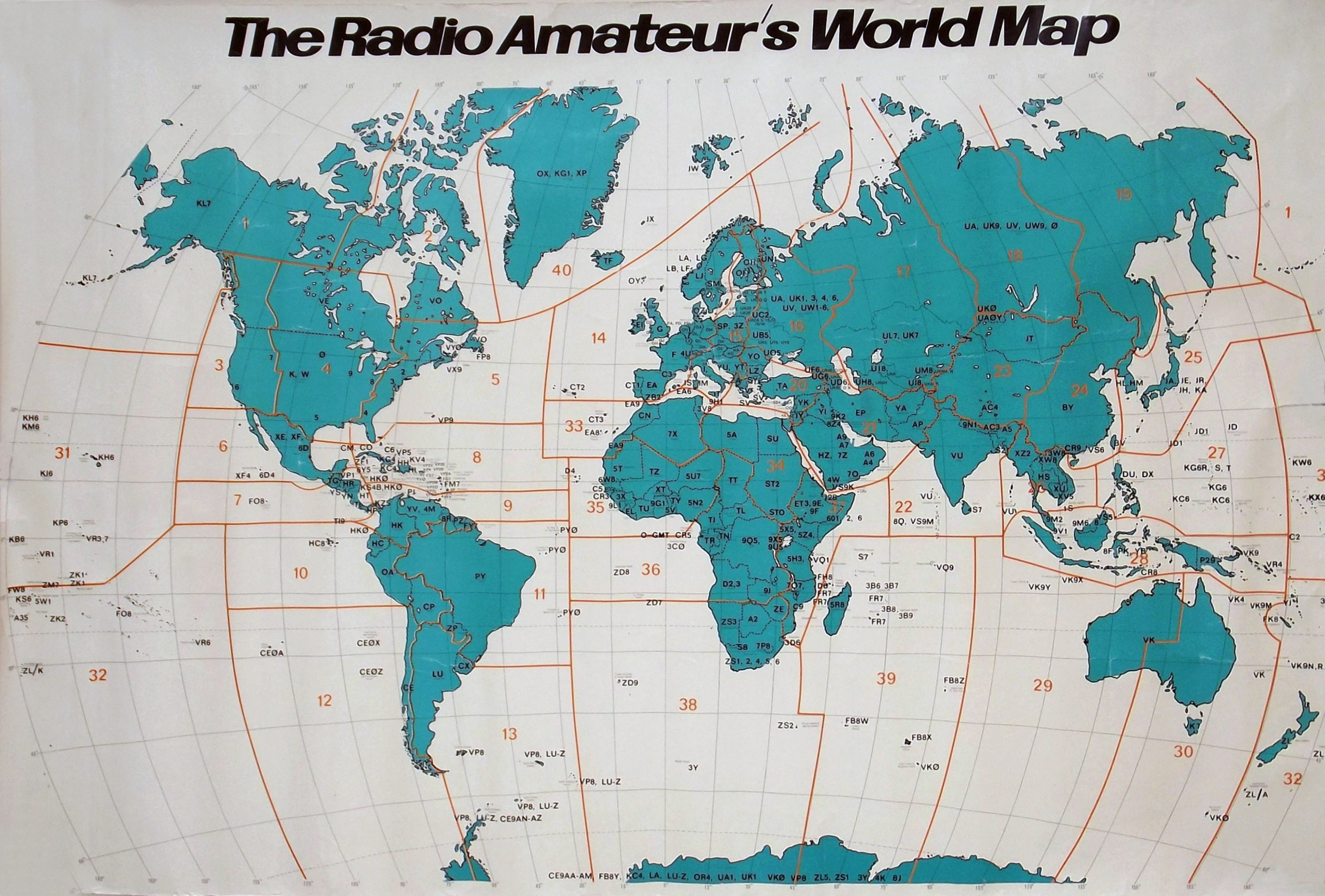
Die vierzig CQ-Zonen der Welt.

Worked All Zones (deutsch „arbeitete alle Zonen“), kurz WAZ, ist ein Amateurfunkdiplom, das von jedem lizenzierten Funkamateur erworben werden kann. Es wird von der amerikanischen Amateurfunkzeitschrift CQ Amateur Radio, kurz CQ, herausgegeben.
Voraussetzung ist hier der Nachweis von bestätigten zweiseitigen Funkverbindungen (QSOs) mit Amateurfunkstationen in allen 40 CQ-Zonen der Welt.

## Geschichte
Das WAZ-Programm ist einer der traditionsreichsten Amateurfunkwettbewerbe (englisch Contest) der Welt. Nach einigen Vorläufern in den 1930er Jahren, insbesondere einem ersten WAZ-Wettbewerb, der im November 1934 durch das damalige R/9 Magazine ausgerufen worden war, wurde der CQ World Wide DX Contest (deutsch „CQ weltweiter Fernverbindungswettbewerb“) ins Leben gerufen. Hierzu wurde 1949, wenige Jahre nachdem das Magazin CQ Amateur Radio das erste Mal erschienen war, die gesamte Erdoberfläche in insgesamt 40 Zonen aufgeteilt.
Das Diplom wird in verschiedenen Klassen vergeben, aufgeteilt nach Betriebsarten und Bändern. Eine der größten Herausforderungen ist die Erlangung der „Fünf-Band-Ausführung“, dem 5-Band-WAZ. Hierzu müssen allen Zonen auf jedem der fünf „klassischen“ Amateurfunkbändern „gearbeitet“ worden sein, also 80 m, 40 m, 20 m, 15 m und 10 m.
Dies ist in etwa vergleichbar mit einem anderen begehrten Amateurfunkdiplom, dem 5 Band DXCC Award, das für QSOs mit mindestens 100 Ländern auf allen fünf Bändern vergeben wird.